# Baie de la Tour
La baie de la Tour est une baie du golfe du Saint-Laurent située sur le côté nord de l'île d'Anticosti, au Québec. Elle est entourée par deux falaises de roches et sa plage est composée de galets. L'eau, lorsqu'il fait soleil, est de couleur turquoise, comme on peut le voir sur la photo ci-dessous. Lorsqu'on visite cette baie, il est possible d'observer des phoques, des baleines et de nombreux oiseaux marins.

## Toponymie
Le nom de la baie fait référence aux falaises de calcaire, dont la forme rappelle des tours.

## Géographie
La baie est délimitée à l'ouest par la pointe Easton et à l'est par la pointe de la Tour.